# اچ‌ام‌اس اکسموس (اف۸۴)
اچ‌ام‌اس اکسموس (اف۸۴) (به انگلیسی: HMS Exmouth (F84)) یک کشتی بود. این کشتی در سال ۱۹۵۵ ساخته شد.